# نموذج رذرفورد للذرة

رسم توضيحي لنموذج الكواكب الذرية: الالكترونات بالأخضر والنواة بالأحمر.

نموذج رذرفورد هو نموذج تصوري لتركيب الذرة صاغه العالم إرنست رذرفورد، بعد أن كلف مساعديه هانز جايجر إنست ماريسدن في العام 1909 بإجراء تجربة رقاقة الذهب الشهيرة في جامعة مانشستر، ثم أجرى رذرفورد دراسات تحليلية لنتائج التجربة ثم قام بنشر نموذجه عن تركيب الذرة في العام 1911 والذي أثبت العالم فيه خطأ نموذج جوزيف جون طومسون المُسمى بنموذج طومسون للذرة. أشار نموذج رذرفورد الجديد للذرة، المبني على نتائج تجريبية إلى وجود شحنة مركزية قوية نسبيًا ومركّزة في حجم صغير بالمقارنة ببقية الذرة، كما يحتوي هذا المركز على معظم كتلة الذرة. سُمّيت تلك المنطقة لاحقًا بالنواة.

## أساس تجريبي للنموذج
قام رذرفورد بنقض نموذج طومسون في عام 1911 بتجربته الشهيرة المعروفة باسم تجربة رذرفورد والتي أثبت فيها أن الذرة لديها نواة صغيرة وثقيلة. صمم رذرفورد تجربة لاستخدام جسيمات ألفا المنبعثة من عنصر مشع كمجسات للعالم غير المرئي من البنية الذرية. إذا كان طومسون صحيحًا، فإن الشعاع سيذهب مباشرة من خلال رقائق الذهب، ولكن ذهبت معظم الحزم من خلال الرقائق بينما انعكس بعضها.

قدّم رذرفورد نموذجه الفيزيائي الخاص به للجسيمات الأصغر من الذرة، كتفسير للنتائج التجريبية غير المتوقعة. في هذا النموذج، تتكون الذرة من شحنة مركزية وهي المعروفة حديثًا بنواة الذرة، على الرغم من أن رذرفورد لم يستخدم مصطلح «النواة» في ورقته. كما افترض أن تلك الشحنة المركزية مُحاطة بسحابة من الإلكترونات والتي افترض أنها تدور حولها. ألزم رذرفورد نفسه في هذه الورقة البحثية التي صدرت في مايو 1911 بوجود منطقة مركزية صغيرة ذات شحنة موجبة عالية جدًا في الذرة.
وللحصول على نتيجة ملموسة، فكّر رذرفورد في مرور جسيم ألفا عالي السرعة من خلال ذرة لها شحنة مركزية موجبة، وتحيط بها شحنة سالبة تعويضية من الإلكترونات.
وبأخذ بالاعتبارات الحيوية البحتة لمدى قدرة الجزيئات المعروف سرعتها على الاختراق باتجاه شحنة مركزية قدرها 100 وحدة، كان رذرفورد قادرًا على حساب نصف قطر شحنة رقائق الذهب، والتي افترض أنها يجب ألّا تقل عن 3.4 × 10−14 متر. كان ذلك في ذرة ذهبية يُقدّر قطرها بـ 10−10 متر - وهي نتيجة مدهشة للغاية، حيث أنها تتضمن مرور شحنة مركزية قوية أقل من 1/3000 من قطر الذرة.
ساعد نموذج رذرفورد على تركيز قدر كبير من شحنة الذرة وكتلتها في جزء صغير جدًا، ولكنه لم يأخذ أي اعتبار للإلكترونات المتبقية أوالكتلة الذرية المتبقية. استقى رذرفورد أيضًا من النموذج الذري لهانتارو ناغاوكا حيث تُرتب الإلكترونات في حلقة واحدة أو أكثر، مع وجود بنية محددة من الحلقات الثابتة. افترض نموذج طومسون للذرة أيضًا وجود حلقات من الإلكترونات التي تدور حولها. وادعى جان بابتيست بيرين في محاضرة نوبل أنه كان أول من اقترح هذا النموذج في ورقته المؤرخة 1901.
اقترحت ورقة رذرفورد أن الشحنة المركزية للذرة قد تتناسب مع كتلتها الذرية في الهيدروجين. وبالنسبة للذهب، قُدّرت الكتلة الذرية للذهب بـ 197حيث لم تُحسب بدقة كبيرة حتى ذلك الوقت، وبالتالي افترض رذرفورد أنها على الأرجح 196. ومع ذلك، لم يحاول رذرفورد إجراء التقدير المباشر للشحنة المركزية بالنسبة للعدد الذري، لأن العدد الذري للذهب في ذلك الوقت لم يكن سوى مجرد رقم في مجرد في الجدول، ولكنه وضع قيمة تقريبية لتلك الشحنة لتكون أكثر من 100 وحدة. كان رذرفورد اقترح بالفعل تلك القيمة بـ 98 وحدة من الشحنة الموجبة أي نصف 196. وبالتالي، لم يقترح رذرفورد رسميًا أن يكون الرقمان، الموقع بالجدول الدوري 79، والكتلة الذرية 98 أو 100 هما نفس الشيء.
بعد شهر من ظهور ورقة روثرفورد، قُدّم الاقتراح المتعلق بالهوية الدقيقة للعدد الذري والشحنة الذرية من قبل أنطونيوس فان دن بروك، وتم تأكيده بعد ذلك في غضون سنتين، بواسطة هنري موزلي.
يمكن تلخيص نموذج رذرفورد في الآتي:
- لا تؤثر سحابة الذرات الإلكترونية أي المدار الذري على تشتت الجسيمات ألفا.
- يتركز جزء كبير من الشحنة الموجبة للذرة في حجم صغير نسبيًا في مركز الذرة، المعروف اليوم باسم نواة الذرة. يتناسب حجم هذه الشحنة مع الكتلة الذرية. ومن المعروف الآن أن الكتلة المتبقية تعزى في الغالب إلى النيوترونات. تعتبر هذه الكتلة المركزية مسؤولة عن تشتيت كل من جسيمات ألفا وبيتا.
- تتركز كتلة الذرات الثقيلة مثل الذهب في الغالب في منطقة الشحنة المركزية، حيث تبين الحسابات أنها لا تنحرف أو تتحرك بواسطة جسيمات ألفا عالية السرعة، التي لها زخم عالي جدًا مقارنة بالإلكترونات، ولكن ليس مع فيما يتعلق بكتلة الذرة الثقيلة ككل.
- يصل قطر الذرة نفسها حوالي 100000 (105) مرة من قطر النواة.[10] يمكن تشبيه هذا بوضع حبة رمل في وسط ملعب كرة قدم.[7]

## مساهمة النموذج في العلم الحديث
بعد اكتشاف رذرفورد، بدأ العلماء يدركون أن الذرة ليست في النهاية جسيمًا واحدًا، ولكنها تتكون من جسيمات أصغر بكثير. حددت الأبحاث اللاحقة البنية الذرية الدقيقة التي أدت إلى تجربة ذرفورد للرقائق الذهبية. اكتشف العلماء في نهاية المطاف أن الذرات لها نواة موجبة الشحنة، مع عدد ذري دقيق من الشحنات في المركز، مع نصف قطر يبلغ حوالي 1.2 × 10−15 متر× [عدد الكتلة الذرية]1⁄3. كما اكتُشف بعد ذلك أن الإلكترونات أصغر من ذلك بكثير.
وجد العلماء في وقت لاحق باستخدام الأشعة السينية أن العدد المتوقع للإلكترونات نفس العدد الذري في الذرة. فعند مرور أشعة سينية عبر ذرة، يتشتت بعضها بينما يمر الباقي عبر الذرة. وبما أن الأشعة السينية تفقد شدتها في المقام الأول بسبب التشتت في الإلكترونات من خلال ملاحظة معدل النقص في كثافة الأشعة السينية، يمكن تقدير عدد الإلكترونات الموجودة في الذرة بدقة.

## الرمزية
انظر أيضًا نموذج بور والذي ينطبق أيضًا على القسم أدناه.

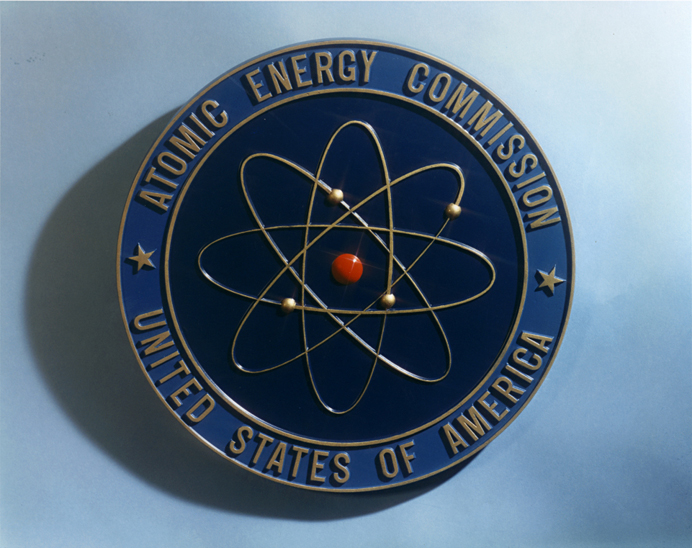
شعار لجنة الطاقة الذرية الأمريكية.

أسّس نموذج رذرفورد لفكرة وجود العديد من الإلكترونات في شكل حلقات حول النواة كما افترض نموذج ناغاواكا. ومع ذلك، فبمجرد أن عدّل نيلز بور هذه النظرة إلى صورة عدد قليل من إلكترونات شبيهة بالكواكب للذرات الخفيفة، استحوذ نموذج رذرفورد-بور على مخيلة الجمهور. ومنذ ذلك الحين، استُخدم النموذج كرمز للذرات وحتى بالنسبة للطاقة الذرية رغم ملائمة مصطلح الطاقة النووية بشكل أكبر. تتضمن أمثلة استخدامه خلال القرن الماضي على سبيل المثال لا الحصر:
- شعار هيئة الطاقة الذرية الأمريكية، والذي كان مسؤولًا بشكل جزئي عن استخدامه في وقت لاحق فيما يتعلق بتقنية الانشطار النووي بشكل خاص.
- علم الوكالة الدولية للطاقة الذرية هو ذرة رذرفورد محاط بفروع الزيتون.
- الشعار الخاص باتحاد البيسبول في الولايات المتحدة هو عبارة عن نموذج رذرفورد للذرة.
- تم اختيار رمز مماثل وهو الدوامة الذرية، كرمز للرابطة الأمريكيين الملحدين، وأصبح يستخدم كرمز للإلحاد بشكل عام.
- تستخدم شفرة االرموز المتنوعة يونيكود U + 269B (⚛) مُستوحاةً من نموذج رذرفورد.
- يستخدم رمز نموذج رذرفورد على الخرائط عادةً للإشارة إلى وجود منشآت لها علاقة بالطاقة النووية.